# اروی بنت کریز
أرویٰ دختر کُرَیز مادر عثمان بن عفان بود.

## زندگی شخصی
او ابتدا با عفان بن ابی العاص ازدواج کرد و عثمان و آمنه را به دنیا آورد. پس از مرگ عفان، با عقبه بن ابی معیط ازدواج کرد و ولید، عُماره، خالد، ام‌کلثوم، ام‌حکیم، و هند را به دنیا آورد.